# Nivillac

Nivillac este o comună în departamentul Morbihan, Franța. În 1 ianuarie 2022 avea o populație de 4.874 de locuitori.